# Clinanthus macleanicus
Clinanthus macleanicus är en amaryllisväxtart som först beskrevs av Herb., och fick sitt nu gällande namn av Alan W. Meerow. Clinanthus macleanicus ingår i släktet Clinanthus, och familjen amaryllisväxter. Inga underarter finns listade i Catalogue of Life.